# صموئيل هال
صموئيل هال هو قاضي ومحامي وسياسي أمريكي، ولد في 1 يونيو 1797 في مقاطعة سومرست في الولايات المتحدة، وتوفي في 11 مايو 1862 في برنستون في الولايات المتحدة. نشط حزبياً في حزب اليمين. وقد انتخب نائب حاكم إنديانا ‏ وانتخب عضو مجلس نواب إنديانا ‏.